# 가족관계의 등록 등에 관한 법률
대한민국의 가족관계의 등록 등에 관한 법률은 국민의 출생·혼인·사망 등으로 가족관계가 발생하거나 변동되는 사항을 등록하고 증명하는 일에 관한여 규정한 법률이다. 가족관계등록법이라고 줄여 부르는 경우가 많다.

## 같이 보기
- 가족관계등록부
- 호적법